# Godsmack Live
Godsmack Live – album DVD amerykańskiej grupy hardrockowej Godsmack wydany 19 lipca 2001. Na terenie Stanów Zjednoczonych osiągnął według RIAA status Złotej Płyty, sprzedano tam ponad 50 000 egzemplarzy. Na albumie zamieszczono koncert grupy z 2 marca 2001 w Centrum Center w Worcester (Massachusetts).

## Lista utworów
1. "Opening"
2. "Awake"
3. "Sick of Life"
4. "Vampires"
5. "Bad Magick"
6. "Bad Religion"
7. "Mistakes"
8. "Greed"
9. "Trippin'"
10. "Get Up, Get Out!"
11. "Spiral"
12. "Keep Away"
13. "Voodoo"
14. "Whatever"

## Twórcy
- Sully Erna - wokal, gitara rytmiczna
- Tony Rombola - gitara prowadząca, wokal wspierający
- Robbie Merrill - gitara basowa, wokal wspierający
- Tommy Stewart - perkusja